# Arditi
Arditi je bilo ime za specialni korpus Kraljeve italijanske kopenske vojske, ki je bil ustanovljen leta 1917 med prvo svetovno vojno. 
Prvotno so arditi sestavljeni iz samih prostovoljcev, nato pa so pričeli v ardite pošiljati tudi druge primerne vojake. Zaradi dejstva, da so arditi veliko pridobivali pripadnike izmed alpinov in bersaljerov, se je za vse te tri specializacije prijel naziv arditi. Samo ime oz. vzdevek izhaja iz italijanskega glagola ardire (drzniti si), saj so pripadniki teh enot veljale za drzne. Uradni naziv arditov pa je bil Reparti d'assalto (jurišne enote).
Kraljevina Italija je bila edina država med prvo svetovno vojno, ki je sprva ustanovila divizijo in nato še korpus jurišnih enot, katerih glavna naloga je bilo uničenje oz. zavzetje sovražnikovih utrjenih položajev in tako omogočiti prodor redne pehote. Po vojni je veliko število arditov sodelovalo tudi pri zavzetju Reke; prav tako so se nekateri arditi pridružili fašistom, drugi pa komunistom.

## Zgodovina

### Ozadje ustanovitve
Še preden je Italija vstopila v prvo svetovno vojno, je bil v vsakem pehotnemu polku in alpinskem bataljonmu ustanovljen posebni vod t. i. Esploratorov (dobesedno Raziskovalci), izvidniških jurišnikov, kateri bi delovali za sovražnikovimi linijami. Četa je imela 4 častnike in med 80-90 vojakov, pri čemer je bila opremljena s kolesi in mulami za transport. Esploratori so nosili navadno pehotno uniformo, pri čemer pa so imeli na levem rokavu našito šesterokrako zvezdo. Predpis za ustanovitev takih enot (ki veljajo za prve predhodnike arditov), je bil izdan 30. junija 1914, zaradi česar se zadnjo nedeljo v juliju proslavlja ustanovitev arditov. Na podlagi predpisa so ustanovili tudi šolski center v Sdricci di Manzano.
Potem ko se je na soški fronti vzpostavila dokaj stalna frontna črta, se je izkazalo, da Esploratori niso več primerni za tako vrsto bojevanja, saj se pokazala potreba po posebnih enotah, ki bi bile izurjene in opremljene za napade na utrjene položaje. Posledično so ustanovili t. i. Čete smrti (uradno imenovane Čete za rezanje žice), ki so bile sestavljene iz pehotnih in inženirskih vojakov; vojaki so bili usposobljeni za uničenje sovražnikovih žičnih ovir (ali s pomočjo klešč ali pa s pomočjo eksploziva), s čimer bi omogočili napad navadne pehote.  Pripadniki teh čet so bili posebej opremljeni z oklepom in čeladami Farina. Zaradi neprimerne oz. nestrokovne uporabe eksploziva pa je veliko pripadnikov čet umrlo brez potrebe. Konec junija 1916 pa so ugotovili, da so imajo te enote prevelike žrtve za malo dosežkov in so se tako odločili, da bodo uničenje bodeče žice prepustili minometnemu ognju.
Junija 1915 je Vrhovno poveljstvo (Commando Supremo) dovolilo delovanje prostovoljnih enot, ki so bili organizirani po principu esploratov. Med najbolj znanimi enotami je bila Prostovoljna esploratorska četa Baseggio (Compagnia Esploratori Volontari Baseggio), katere poveljnik stotnik Cristoforo Baseggio je razvil gverilsko taktiko, katero so pozneje uporabili tudi arditi; posledično se je po vojni sam razglasil za očeta arditov. Ti prostovoljci bi tako morali neposredno napasti, zavzeti in nato do prihoda okrepitev držati sovražnikove položaje; njihova taktika je bila sledeča: neposredno po končanju artilerijske predpriprave bi arditi planili iz svojih položajev in poskušali doseči sovražnikove položaje, še preden bi jih zasedli vojaki (ki so se pred artilerijo umaknili v kaverne oz. zaklonišča). Po zavzetju položajev bi se poslužili zajete oborožitve (oz. orožja, ki bi jih s seboj prinesli zadnja arditska okrepitev) in nato obdržali položaje do prihoda redne pehote (kar pa je lahko trajalo tudi do 24 ur). Taktika se je izkazala za dokaj uspešno, pri čemer so arditi utrpeli tudi visoke izgube. 
15. julija 1915 je Vrhovno poveljstvo izdalo tudi ukaz, s katerimi so arditi dobili tudi poseben status ter oznake, a hkrati niso ustanovili novih enot. Arditska oznaka je bila prišita na lev rokav klasične uniforme, pri čemer je imela kraljevi monogram VE (za kralja Vittoria Emanuela) in bila namenjena za Militare ardito (drznega vojaka); to je tudi prva uporaba besede, katera je poznala pozneje oznaka za celotno specializacijo pehote.

### Ustanovitev arditov
Novembra 1916 je Giuseppe A. Bassi predlagal ustanovitev posebnih enot brzostrelcev znotraj 48. pehotne divizije; njegov poveljnik generalmajor Francesco Saverio Grazioli mu je ukazal ustanovitev eksperimentalnega voda. Marca 1917 je Vrhovno poveljstvo razposlalo okrožnico, v kateri so predstavili sestavo avstro-ogrskih jurišnih enot. Bassijev vod se je izkazal 14. maja 1917 med napadom na Goro sv. Marka. Bassi je bil povišan v majorja in dobil dovoljenje za ustanovitev celotne čete, kjer bi lahko razvil svoje ideje.
26. junija istega leta je bil izdan ukaz o ustanovitvi novih specialnih enot - t. i. Reparti d'assalto (dobesedno Jurišne enote) znotraj vsake armade,, a je bila njihova ustanovitev zavrta zaradi prerekanj glede opreme in usposabljanja. Edino 2. armada je 10. julija ustanovila arditsko šolo (v Sdricci) in lastno arditsko enoto. Bassi, ki je vmes napredoval v podpolkovnika, je zasnoval nov znak arditov ter tudi celotno novo bojno uniformo. Vrhovno poveljstvo je odobrilo nov znak, a zavrnilo uniformo rekoč, da preveč spominja na civilno obleko. Šele potem, ko je 29. julija 1917, ko je kralj Vittorio Emanuele obiskal arditsko šolo, je Vrhovno poveljstvo odobrilo Bassijevo uniformo in vse druge Bassijeve zahteve glede opreme in oborožitve.

### Delovanje
Urjenje in ustanovitev jurišnih enot je bilo popolnoma ločeno od urjenja redne pehote, pri čemer so poslužili modela nemških Stoßtruppen. Zaradi realističnega usposabljanja z granatami je bilo pri urjenju ubitih kar nekaj arditov; urili so jih namreč, da takoj po odvrgu granate zapustijo zaklon in neposredno po eksploziji skočijo v sovražnikov jarek (nekatere pa so zadeli šrapneli lastnih granat). 
Velik poudarek so med urjenjem posvetili še streljanju z vsemi vrstami strelnega orožja (pištole, brzostrelke, puške, mitraljezi), uporabi plamenometalca, bližinskemu boju in napadu na zgradbe ter objekte ter vsem oblikam (vojaškega) športa: boksu, preskakovanju ovir (bodeče žice, jarkov, bunkerjev, dreves,...), rokoborbi, sabljanju oz. uporabi bodal, plavanju. Za razliko od navadne pehote je urjenje arditov potekalo vsak dan, medtem ko so bili oproščeni učenja korakanja, salutiranja,...
Arditi so imeli tudi nekatere ugodnosti in dodatne pravice (v primerjavi z redno pehoto):
- višja plača[12],
- denarna nagrada za ujete sovražnikove vojake ter zaseženo sovražnikovo oborožitev in opremo[12],
- večja in boljša prehrana[13],
- po boju je celotna enota (oz. preživeli) dobila splošni dopust[13],
- ni jim bilo potrebno opravljati stražarske službe, v boj so jih vozili (navadna pehota je v boj marširala)[13],

Arditom so tudi dopustili večjo svobodo pri kršenju vojaške discipline (manjše kraje lokalne perutnine, pretepi z lokalnimi prebivalci, ribolov z eksplozivom, pozno vračanje z izhoda, pijančevanje,...). Posledično arditi niso imeli najboljših odnosov s karabinjerji, ki so bili odgovorni za vzdževanje vojaškega reda in discipline; večkrat se je zgodilo, da so se med seboj spopadli.
Sprva je bil dotok prostovoljcev zelo velik, a je potem, ko so arditi doživeli visoke izgube v prvih bojih, njihovo število zelo padlo. Zato je Vrhovno poveljstvo ukazalo vsem polkom znotraj korpusa, da so za ustanovitev korpusne jurišne pehote prispevali od 10 do 15 vojakov in enega oz. dva podčastnika; vsaka brigada je morala tudi prispevati isto število podčastnikov, kot tudi divizija. Medtem ko bi polki morali med ardite poslati svoje najboljše vojake, pa se je velikokrat pripetilo, da so polki poslali svoje najslabše vojake. Samo častniki so bili še vedno prostovoljno rekrutirani; njihova primarna motivacija pa sta bila po navadi ideologija oz. izognitev bivanja v jarkih. Med ardite pa so lahko vstopili tudi mornarji; Kraljeva italijanska vojna mornarica je namreč ustanovila svoj pehotni Pomorski polk (Reggimento Marina).

### Zadnje akcije in razpustitev
Med bitko na reki Piava so arditi preplavali samo reko in samo z noži napadli avstro-ogrsko-nemške položaje na drugem bregu; posledično so dobili vzdevek Caimani del Piave (Kajmani Piave). 10. junija 1918 je bila ustanovljena Divizija A pod poveljstvom generalmajorja Ottavia Zoppija in hkrati tudi Jurišni korpus; v sestavi korpusa je bila še 6. (češka) divizija. Kljub temu da se novoustanovljena divizija in korpus nista odrezala v bojih junija 1918, pa je Vrhovno poveljstvo nadaljevalo z oblikovanjem korpusa, pri čemer so češko divizijo zamenjali s 2. jurišno divizijo.
Do čudeža pri Kobaridu so Italijani vzpostavili 27 teh enot (ki so bile v moči bataljona) s skupaj okoli 18.000 pripadnikov, a le nekatere so dejansko bile uporabljene v boju. Decembra 1918 so pričeli z demobilizacijo: 25. januarja 1919 so razpustili vse samostojne in rezervne arditske enote, pri čemer so moštvo premestili v obe jurišni diviziji. Marca in julija 1919 so razpustili arditski enoti v Franciji, medtem ko so 25. februarja istega leta 2. jurišno divizijo razpustili in marca istega leta poslali 1. jurišno divizijo v Libijo. Maja 1919 je bil ustanovljen tudi Inšpektorat jurišnih enot, ki je bil zadolžen za ustanovitev teritorialnih arditskih enot; slednje naj bi bile ustanovljene iz demobiliziranih arditov. A že marca 1920 so razpustili tudi te teritorialne enote. Junija se je v Italijo vrnila 1. jurišna divizija; sprva v pokrajino Emilia, nato pa se je vrnila na vzhodno italijansko mejo. Tu so številni arditi 12. septembra 1919 sodelovali pri pohodu na Reko.
10. januarja 1920 so razpustili tudi 1. jurišno divizijo in istočasno ustanovili Jurišni polk, ki naj bi nadaljeval arditsko tradicijo. Polk se je med junijem in septembrom istega leta udeležil bojev za Albanijo, nato pa je bil decembra istega leta razpuščen; s tem so bile dokončno razpuščene vse arditske enote.

### Po letu 1920
Arditsko tradicijo je ohranjala Združenje italijanskih arditov, katerga je 1. januarja 1919 ustanovil Mario Carli. Kmalu pa so se arditi iz združenja pričeli vse bolj zapletati v politične boje; tako so varovali vhod v Mussolinijev časopis Il Popolo d'Italia in 23. marca 1919 so številni sodelovali pri ustanovitvi Fasci di Combattimento. 15. aprila istega leta pa je skupina 40 arditov napadla skupino stavkajočih socialistov v centru Milana, pri čemer so tudi požgali stavbo socialističnega časopisa L'Avanti! Fašisti so pozneje ustanovili Nacionalno združenje italijanskih arditov (ANAI); ko pa se je to poskušalo izogniti fašističnemu nadzoru, pa je Mussolini 28. oktobra 1922 ustanovil še Federacijo italijanskih arditov (FNAI), ki je pozneje prevzela organizacijo ANAI. Tisti arditi, ki pa so bili socialističnega oz. anarhističnega nazora, pa so leta 1921 ustanovili ljudske ardite (Arditi del Popolo), ki pa je bilo aktivno le slabe štiri mesece.

## Znameniti pripadniki
- vojaški kaplan Reginaldo Giuliani[15]